# 格雷西亞區

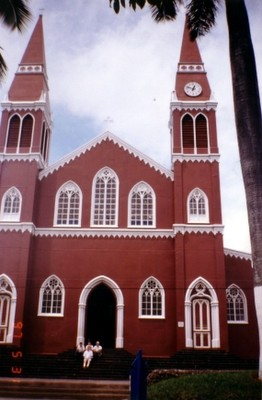

格雷西亞區（西班牙語：Grecia），是哥斯達黎加的一個區，位於該國西北部阿拉胡埃拉省，面積6.86平方公里，海拔高度999米，2011年人口17,297，人口密度每平方公里2,521.43人。